# Hellismannasaga
Hellismannasaga (Grottmännens saga) är en ung islänningasaga som sammanställdes av den självlärde historikern Gísli Konráðsson år 1830. Sagan handlar om arton fredlösa boskapsrövare som levde i bergen vid Borgarfjorden. Handlingen är förlagd till 900-talet och en av personerna är den från Landnáma kände ingenjörsbegåvningen Musa-Bölverk.
Att rövarband av detta slag funnits på Island vid denna tid får stöd av andra sagor som berättar om både holmverjar och kroppsmenn, och bekräftas av modern arkeologi. I lavagrottorna vid Surtshellir har exempelvis påträffats både befästningsarbeten och ben av slaktad tamboskap, vilka kunnat dateras till tiden 880–960 e Kr.
Hellismannasaga är skriven i samma stil som de gamla Islänningasagorna och bygger på både skriftliga och muntliga källor, såväl Landnámabók och medeltida annaler som folksägner, vilka författaren själv hört berättas. Sagan trycktes första gången 1899 och finns medtagen i andra bandet av Guðny Jónssons Íslendinga sögur, 1947.
Hellismannasaga är också namnet på en liten kortsaga som nedtecknades av folklivsforskaren Jón Árnason. Också denna saga handlar om rövarbandet i Surtshellir och bygger på muntlig tradition av samma slag som Gísli Konráðsson tidigare hade använt sig av. Sagan trycktes första gången i andra bandet av Þjóðsögur og ævintýri, 1864.